# Ammophila dejecta
Ammophila dejecta är en biart som beskrevs av Cameron 1888. Ammophila dejecta ingår i släktet Ammophila och familjen grävsteklar. Inga underarter finns listade i Catalogue of Life.